# Leucanopsis racema
Leucanopsis racema là một loài bướm đêm thuộc phân họ Arctiinae, họ Erebidae.